# Ireneusz Chromicz
Ireneusz Chromicz (ur. 7 stycznia 1977 roku we Wrocławiu) – polski koszykarz. Wychowanek Śląska Wrocław. Obecnie gra w pierwszoligowym zespole Sokół Łańcut, do którego przyszedł w 2004 roku, zajmując miejsce Piotra Ucinka. W łańcuckim zespole jest kapitanem drużyny.

## Przebieg kariery
- 1993-1996 Śląsk Wrocław
- 1996-1997 Pogoń Ruda Śląska
- 1997-1999 Daytona Beach Community
- 1999-2000 Delaware State (NCAA)
- 2000-2001 AZS Toruń
- 2001-2002 Polonia Warbud Warszawa
- 2002-2003 Pogoń Ruda Śląska
- 2003-2004 przerwa
- od 2004 Sokół Łańcut

## Sukcesy
- Mistrz Polski 1996[1]
- Wicemistrz Polski juniorów 1994[1]